# デイロールズ・イヴリー＝ド＝モリンズ (第4代ヴェントリー男爵)
第4代ヴェントリー男爵デイロールズ・ブレイクニー・イヴリー＝ド＝モリンズ（Dayrolles Blakeney Eveleigh-de-Moleyns, 4th Baron Ventry、出生名デイロールズ・ブレイクニー・マリンズ（Dayrolles Blakeney Mullins）、1828年1月11日 – 1914年2月8日）は、アイルランド貴族。保守党に属し、アイルランド貴族代表議員を務めた。

## 生涯
第3代ヴェントリー男爵トマス・マリンズと妻イライザ・セオドラ（Eliza Theodora、1802年ごろ – 1879年10月25日、第11代準男爵サー・ジョン・ブレイクの娘）の長男として、1828年1月22日に生まれた。1841年2月16日に父が女王の認可状を受けて姓をド・モリンズに改めると、デイロールズも同様に姓を改めた。
1868年1月18日に父が死去すると、ヴェントリー男爵位を継承した。1871年7月10日にアイルランド貴族代表議員に選出され、1914年に死去するまで務めた。貴族院では保守党に属した。
1874年11月3日、女王の認可状を受けて「イヴリー」（Eveleigh）を姓に加えた。イヴリーは高祖父の父（5代前）の母の旧姓で、その父はロス首席司祭ジョン・イヴリーである。
1854年にケリー民兵隊に入り、1876年11月8日に名誉隊長に任命された。またケリー県の副統監にも任命された。1883年時点でケリー県に93,629エーカーの領地を所有し、合計で年収17,067ポンドに相当した。ケリー民兵隊がロイヤル・マンスター・フュジリアーズ第4大隊に改組されたのち、1885年4月28日に名誉隊長を辞任した。
1914年2月8日にケリー県ディングル近くのバーナム・ハウス（Burnham House）で死去、11日に同地で埋葬された。息子フレデリック・ロスモア・ウォーコップが爵位を継承した。

## 家族
1860年9月12日、ハリエット・エリザベス・フランシス・ウォーコップ（Harriet Elizabeth Frances Wauchope、1906年12月13日没、アンドルー・ウォーコップの娘）と結婚、5男4女をもうけた。
- フレデリック・ロスモア・ウォーコップ（1861年12月11日 – 1923年9月22日） - 第5代ヴェントリー男爵[1]
- フランシス・エリザベス・サラ（1862年12月30日[7] – 1939年7月8日[8]） - 1882年3月21日、第4代カニンガム侯爵ヘンリー・カニンガム（1897年8月28日没）と結婚、子供あり。1899年4月27日、ジョン・ラッセル・ベッドフォード・キャメロン（John Russell Bedford Cameron）と再婚、子供あり[5]
- アーサー・ウィリアム（1864年4月6日 – 1936年7月6日） - 第6代ヴェントリー男爵[1]
- ミルドレッド・ローズ（1865年8月4日[7] – 1949年10月11日[9]） - 1888年7月26日、第4代準男爵サー・アレグザンダー・フラー＝アクランド＝フッド（英語版）（のちの初代セント・オードリーズ男爵）と結婚、子供あり[10]
- ハージー・アリス（英語版）（1867年3月31日 – 1937年4月3日[11]） - 1886年10月18日、第7代ホープトン伯爵ジョン・ホープ（のちの初代リンリスゴー侯爵）と結婚、子供あり[12]
- モード・ヘレン（1870年2月9日[7] – 1934年7月29日） - 1900年4月24日、初代グレットン男爵ジョン・グレットン（英語版）と結婚、子供あり[13]
- エドワード・デイロールズ（1871年5月31日 – 1930年7月7日[5]）
- リチャード・アンドルー（1874年6月13日 – 1917年7月） - 生涯未婚[5]
- ジョン・ギルバート（1878年5月27日 – 1923年1月4日） - 1899年9月20日、マーゲリット・ヌーン（Marguerite Noon、1982年2月18日没）と結婚、子供あり[14]